# 과학학
과학학(science studies, 科學學)은 "과학"을 그 연구대상으로 하는 학문들을 총칭하는 말이다. 20세기 들어 과학사와 과학철학이 급속도로 발전하면서 이들을 기반으로 과학학이라는 독립된 학문분야가 형성되었다. 과학학에는 다음과 같은 학문들이 속한다.
- 과학사
- 과학철학
- 과학사회학
- 과학윤리학
- 과학정책학

## 같이 보기
- 메타과학
- 출판 편향